# Mustafá III

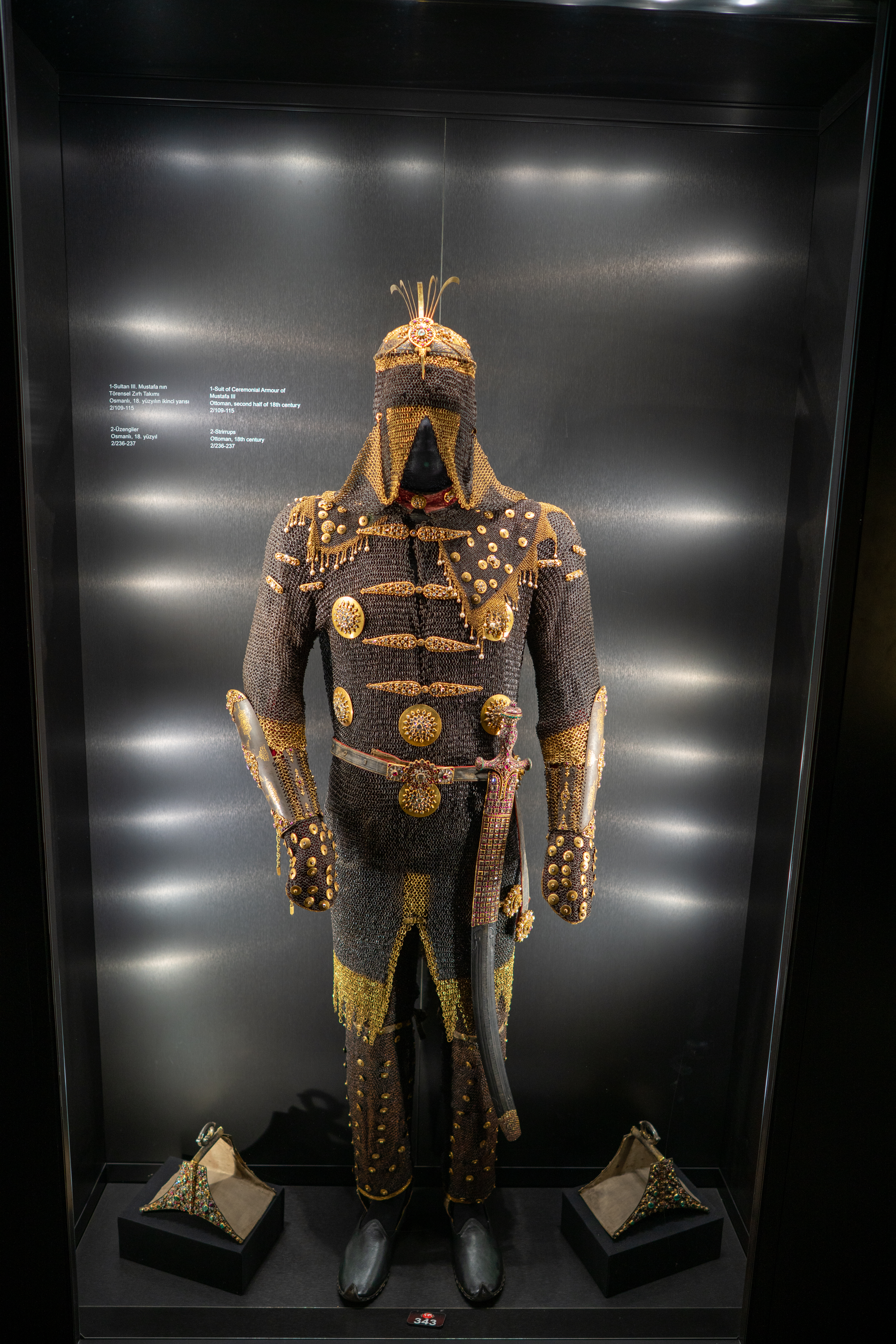
Armadura cerimonial do sultão Mustafa III, em exibição no Palácio Topkapi. O exemplo mais importante das armaduras de sultão descritas nas fontes que sobreviveram até os dias atuais é a armadura do sultão Mustafa III. Os medalhões de ouro na armadura de aço são adornados com diamantes, rubis e pérolas. Em vez de penas, há um brasão decorado com diamantes e rubis no seu capacete. A espada presa à armadura é similarmente adornada com joias. Sabe-se que o sultão não participou de nenhuma expedição. A armadura foi provavelmente preparada para uso em cerimônias.

Mustafá III (turco otomano: مصطفى ثالث Muṣṭafā-yi ssālis) (28 de Janeiro de 1717 - 21 de Janeiro de 1774) foi o sultão do Império Otomano desde 1757 até 1774. Era filho do sultão Amade III e sucedeu ao seu irmão Abdulamide I. Perspicaz e energético governante, Mustafá III lutou pela modernização das tropas e a máquina interna do estado, de forma a colocar o seu império na linha das potências europeias.